# Distrito electoral de Weaver
Weaver (en inglés: Weaver Precinct) es un distrito electoral ubicado en el condado de Frontier en el estado estadounidense de Nebraska. En el Censo de 2010 tenía una población de 21 habitantes y una densidad poblacional de 0,22 personas por km².

## Geografía
Weaver se encuentra ubicado en las coordenadas 40°34′11″N 100°43′31″O / 40.56972, -100.72528. Según la Oficina del Censo de los Estados Unidos, Weaver tiene una superficie total de 93.6 km², de la cual 93.6 km² corresponden a tierra firme y (0%) 0 km² es agua.

## Demografía
Según el censo de 2010, había 21 personas residiendo en Weaver. La densidad de población era de 0,22 hab./km². De los 21 habitantes, Weaver estaba compuesto por el 100% blancos, el 0% eran afroamericanos, el 0% eran amerindios, el 0% eran asiáticos, el 0% eran isleños del Pacífico, el 0% eran de otras razas y el 0% pertenecían a dos o más razas. Del total de la población el 0% eran hispanos o latinos de cualquier raza.